# Lentipes
Lentipes là một chi của họ cá Oxudercidae

## Các loài
Chi này hiện hành có các loài sau đây được ghi nhận:
- Lentipes argenteus Keith, Hadiaty & Lord, 2014 [1]
- Lentipes adelphizonus Watson & Kottelat, 2006
- Lentipes armatus H. Sakai & M. Nakamura, 1979
- Lentipes caroline Lynch, Keith & Pezold, 2013 [2]
- Lentipes concolor T. N. Gill, 1860
- Lentipes crittersius Watson & G. R. Allen, 1999
- Lentipes dimetrodon Watson & G. R. Allen, 1999
- Lentipes ikeae Keith, Hubert, Busson & Hadiaty, 2014 [1]
- Lentipes kaaea Watson, Keith & Marquet, 2002 (Caledonian Red-nose)
- Lentipes mekonggaensis Keith & Hadiaty, 2014 [1]
- Lentipes mindanaoensis I. S. Chen, 2004
- Lentipes multiradiatus G. R. Allen, 2001
- Lentipes rubrofasciatus Maugé, Marquet & Laboute, 1992
- Lentipes solomonensis A. P. Jenkins, G. R. Allen & Boseto, 2008
- Lentipes venustus G. R. Allen, 2004
- Lentipes watsoni G. R. Allen, 1997
- Lentipes whittenorum Watson & Kottelat, 1994: Nó là loài đặc hữu của Indonesia.

## Một số loài
Loài Lentipes concolor là một loài cá bống loài đặc hữu của Hawaii, nơi chúng hiện diện ra ở các dòng suối trên núi. Con đực của loài này có thể đạt tới độ dài tiêu chuẩn 7 cm (2,8 in), trong khi cá cái chỉ đạt chiều dài khoảng 6 cm (2.4 in). Loài này là quan trọng đối với người dân bản địa như một loài cá thực phẩm. Loài này có một lối sống giống cá hồi, chúng đẻ trứng trong vùng nước ngọt và đi ra biển để trưởng thành. L. concolor là đáng chú ý cho phương pháp độc đáo của nó trở về nơi đẻ trứng; chúng sử dụng đĩa hút trên mặt bụng của mình để leo lên những tảng đá ướt phía sau thác nước, thậm chí mở rộng quy mô thác Akaka cao 422 foot.